# Star Power
Star Power är ett filippinskt TV-program som har ett liknande format som Idols och The X Factor. 
Målet med programmet är att hitta nästa kvinnliga popstjärna. En första säsong började i oktober 2010 och avslutades med finalen den 20 februari 2011. Vinnare blev Angeline Quinto.